# 実験室 (小説)
『実験室』（じっけんしつ）は、有島武郎の小説。1917年（大正6年）、雑誌『中央公論』9月号に発表された。

## あらすじ
亡くなった妻・Y子の死因を「急激な乾酪性肺炎」と院長たちに判断されていることに疑問を抱く三谷は、自らの考えを証明するために彼女を解剖しようと考える。親族の反対にも聞く耳を持たない彼に愛想を尽かす人々の中で、唯一彼の兄だけが解剖を止めに来ていた。
妻が死んだ翌日すぐに解剖の準備を始める彼に兄は「自分の生活と学術のどちらが尊いのか」と疑問を投げかける。それに対して彼は「自分の生活は学術の尊さだけ尊い」と論じ合うのを終わらせるのだった。ついに解剖室で兄の立会いの下、解剖を開始する。
淡々と進む解剖の最中、三谷は脳膜を調べたくてたまらなくなり、妻の脳の摘出を始める。ここで兄が止めにかかるが、兄はショックで突然失神してしまった。
兄が解剖室から去った後、三谷は手の震えを止めることができなくなり、助手に死体の頭の開封作業を頼み、窓際で煙草を吸いながら中庭に視線を向ける。鋸で物を引く音を背景に、彼は二人の看護師たちを見かけた。手紙を熱心に読んでいる彼女たちの様子は「何とも言えぬ美しさと可憐さ」があった。死体の頭部への作業が終わったことを報告する助手の呼びかけに、三谷は再度解剖の続きを行い始める。脳の様子を見て彼は自身の考えの正しさを確信した。妻の死因が「粟粒結核」であると証明を果たしたのだった。
しかし、三谷の心には目的が達せられた充実感などはなく、あるのは逆に悲しい孤独に帰りたい気持ちであった。早く解剖を終わりにしたい一心で、解剖の型通りに今度は胃を開くと、そこには大量の喀血を飲み込んだ痕跡が見られた。その痕跡を契機に三谷は妻の凄惨な死に目を思い出してしまう。
後の始末を助手に頼み、三谷は解剖室を出ていく。彼は自身の実験室に戻り、妻の肉片が浮かぶ瓶を額に押し当てて涙を流すのだった。

## 登場人物
三谷（彼れ）
医者。妻の死因が粟粒結核であるという自身の診断の正しさを証明するために、妻であるY子の死体を解剖する。作中で「三谷」と呼ばれる場面はなく、解剖室に掲示された半紙でのみ「三谷」という名前であることが明かされている。物語は終始三谷に寄り添った視点で語られている。
三谷Y子
三谷の妻。8月1日午前7時に死亡した。
兄
三谷の兄。Y子を解剖することに最後まで反対し、解剖に立ち会う。しかし、失神して退室してしまう。
院長
Y子の死因を急激な乾酪性肺炎であると診断。
中庭の看護婦たち
中庭で三谷が目にした看護婦たち。熱心に手紙を読んでいた。